# اوریبه پرالتا
اوریبه پرالتا (انگلیسی: Oribe Peralta؛ زاده ۱۲ ژانویهٔ ۱۹۸۴) یک بازیکن فوتبال اهل مکزیک است.